# Dej (Rumænien)
Dej er en by i Cluj distrikt, Transsylvanien i Rumænien. Byen har 31.475(2021) indbyggere, og ligger ved floden Someş.